# 楓葉街的房子
《楓葉街的房子》是史蒂芬·金所寫的短篇小說，1993年收錄在短篇小說集《惡夢工廠》內。

## 故事簡介
梅麗莎是家中的小妹，一天在家發現牆中有怪聲，於是找來哥哥姐姐看看牆中有什麽。他們見到牆中有奇怪的金屬長出，而且漸漸布滿整間屋中。大哥更在地窟裡發現一個倒數器，他相信是外星生物佔領了家。後來他們布局引討厭的繼父回家，讓外星生物將繼父帶到外太空。      